# جريمة ضد الإنسانية
الجريمة ضد الإنسانية تعني بالتحديد أي فعل من الأفعال المحظورة والمحددة في نظام روما متى ارتكبت في إطار هجوم واسع النطاق أو منهجي موجه ضد أية مجموعة من السكان المدنيين وتتضمن مثل هذه الأَفعال القتل العمد، والإبادة، والاغتصاب، والعبودية الجنسية، والإبعاد أو النقل القسرى للسكان، وجريمةِ التفرقة العنصرية وغيرها. الإبادة الجماعية والجرائم ضد الإنسانية عرضة للعقاب بصرف النظر عن ارتكابها وقت الحرب أو السلام.
وفي تعريف آخر للباحث وليم نجيب جورج نصار هي تلك الجرائم التي يرتكبها أفرادٌ من دولةٍ ما ضد أفراد آخرين من دولتهم أو من غير دولتهم، وبشكل منهجي وضمن خُطَّةٍ للاضطهاد والتمييز في المعاملة بقصد الإضرار المتعمَّد ضد الطرف الآخر، وذلك بمشاركةٍ مع آخرين لاقتراف هذه الجرائم ضد مدنيِّين يختلفون عنهم من حيث الانتماء الفكري أو الديني أو العِرْقي أو الوطني أو الاجتماعي أو لأية أسبابٍ أخرى من الاختلاف. وغالبًا ما تُرتكب هذه الأفعال ضمن تعليماتٍ يصدرها القائمون على مُجْرَيَات السلطة في الدولة أو الجماعة المسيطرة، ولكن ينفذُها الأفراد. وفي كل الحالات، يكون الجميع مذنبين، من مُصَدِّرِي التعليمات إلى المُحَرِّضين، إلى المقْتَرِفين بشكلٍ مباشر، إلى الساكتين عنها على الرغم من علمهم بخطورتها، وبأنها تمارَس بشكلٍ منهجيٍّ ضد أفراد من جماعة أخرى. وتطورت الملاحقة الدولية لها، حسبما جاء في نظام روما للمحكمة الجنائية الدولية، بحيث أنه يصبح الفرد مذنبًا بجريمة ضد الإنسانية حتى لو اقترف اعتداءً واحدًا أو اعتداءين يُعتبران من الجرائم التي تنطبق عليها مواصفات الجرائم ضد الإنسانية، كما وردت في نظام روما، أو أنه كان ذا علاقة بمثل هذه الاعتداءات ضد قلة من المدنيين، على أساس أن هذه الاعتداءات جرت كجزء من نمطٍ متواصلٍ قائمٍ على سوء النيَّة يقترفه أشخاصٌ لهم علاقة بالمذنب.
ومن الأمثلة الحديثة على هذا النوع من الجرائم ما ارتكبته إسرائيل بصدد احتجاجات غزة الحدودية 2018–19 إذ كشف تحقيق أممي أن الجنود الإسرائيليين ارتكبوا انتهاكات لحقوق الإنسان الدولية والقانون الإنساني يعتبر بعضها جرائم ضد الإنسانية.

## تاريخ المصطلح
يُحتمل أن يكون مصطلح «الجرائم ضد الإنسانية» غامضًا بسبب غموض مصطلح «الإنسانية»، الذي من الممكن أن يعني الجنس البشري (كل البشر مجتمعين) أو قيمة الإنسانية. يبين تاريخ المصطلح أن المعني الأخير هو المقصود.

### إلغاء تجارة الرقيق
كانت هناك الكثير من المعاهدات الثنائية في عام 1814 التي أنذرت بالمعاهدة متعددة الأطراف للقانون النهائي لمؤتمر فيينا (1815) الذي استخدم صيغة تعبر عن إدانة تجارة الرقيق باستخدام اللغة الأخلاقية. على سبيل المثال، معاهدة باريس (1814) المنعقدة بين بريطانيا وفرنسا الشاملة لصياغة «المبادئ الإنسانية والعدالة». والإعلان متعدد الأطراف للدول، بشأن إلغاء تجارة الرقيق، المؤرخ في الثامن من شباط/ فبراير 1815 (إذ تأسس أيضًا الفرع الخامس عشر من القانون الختامي لقانون فيينا في السنة نفسها) وقد أُدرج في القرار الأول «مفهوم المبادئ الإنسانية والأخلاق العالمية» كمبرر لأنها تجارة «بغيضة في استمرارها».

### الاستخدام الأول

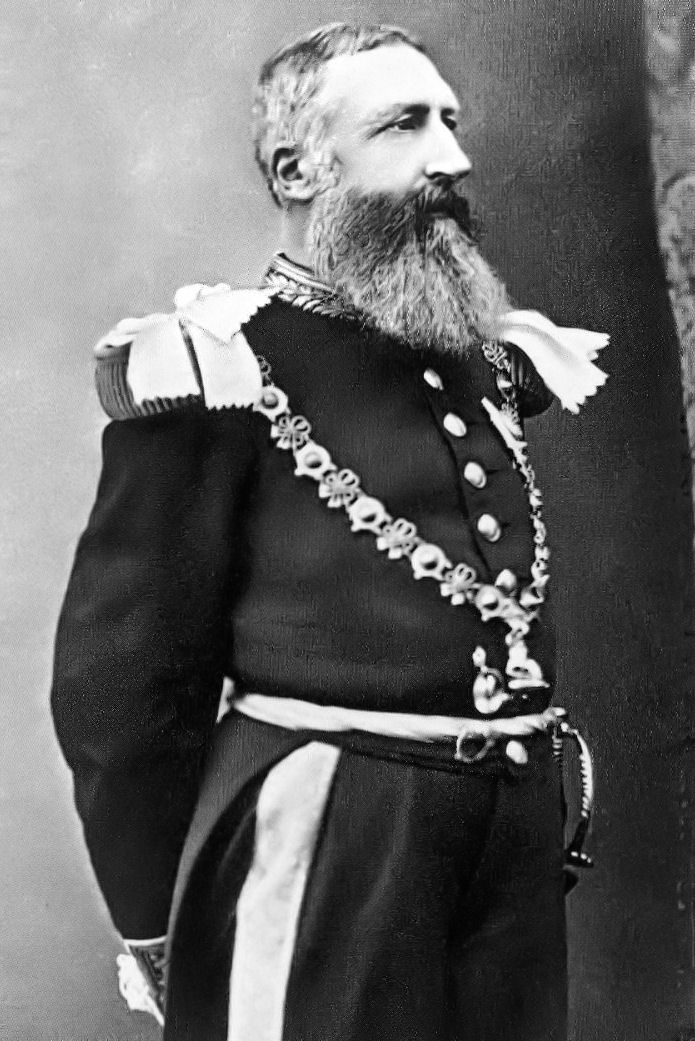
ليوبولد ملك بلجيكا

استخدم جورج واشنطن ويليامز مصطلح «الجرائم ضد الإنسانية» في كتيب نُشر في عام 1890 لوصف ممارسات ليوبولد الثاني في إدارة بلجيكا لدولة الكونغو الحرة. في قانون المعاهدة، جاء المصطلح في ديباجة معاهدة لاهاي الرابعة لعام 1907 ولوائحها التي كانت مهتمة بتدوين قواعد جديدة للقانون الإنساني الدولي. أشارت ديباجة الاتفاقيتين إلى «القوانين الإنسانية» كتعبير أساسي للقيم الإنسانية. يُعد المصطلح جزءًا مما يُعرف بـ مصطلح مارتينز. في الـ 24 من مايو عام 1915، أصدرت الدول المتحالفة: بريطانيا وفرنسا وروسيا بيانًا واضحًا اتهمت فيه حكومة أخرى بارتكابها «جريمة ضد الإنسانية» للمرة الأولى.

فيما يلي نص مقتطف من هذا البيان المشترك: 
بالنظر إلى هذه الجرائم الجديدة التي ارتكبتها الإمبراطورية العثمانية ضد الإنسانية والحضارة، أعلنت الحكومات المتحالفة بشكل واضح -ومن أمام مقر الباب العالي- بأنها شخصيًا ستحمّل مسؤولية هذه الجرائم لجميع أعضاء الحكومة العثمانية، وكذلك أفراد وكلائها المتورطين في مثل هذه المذابح.

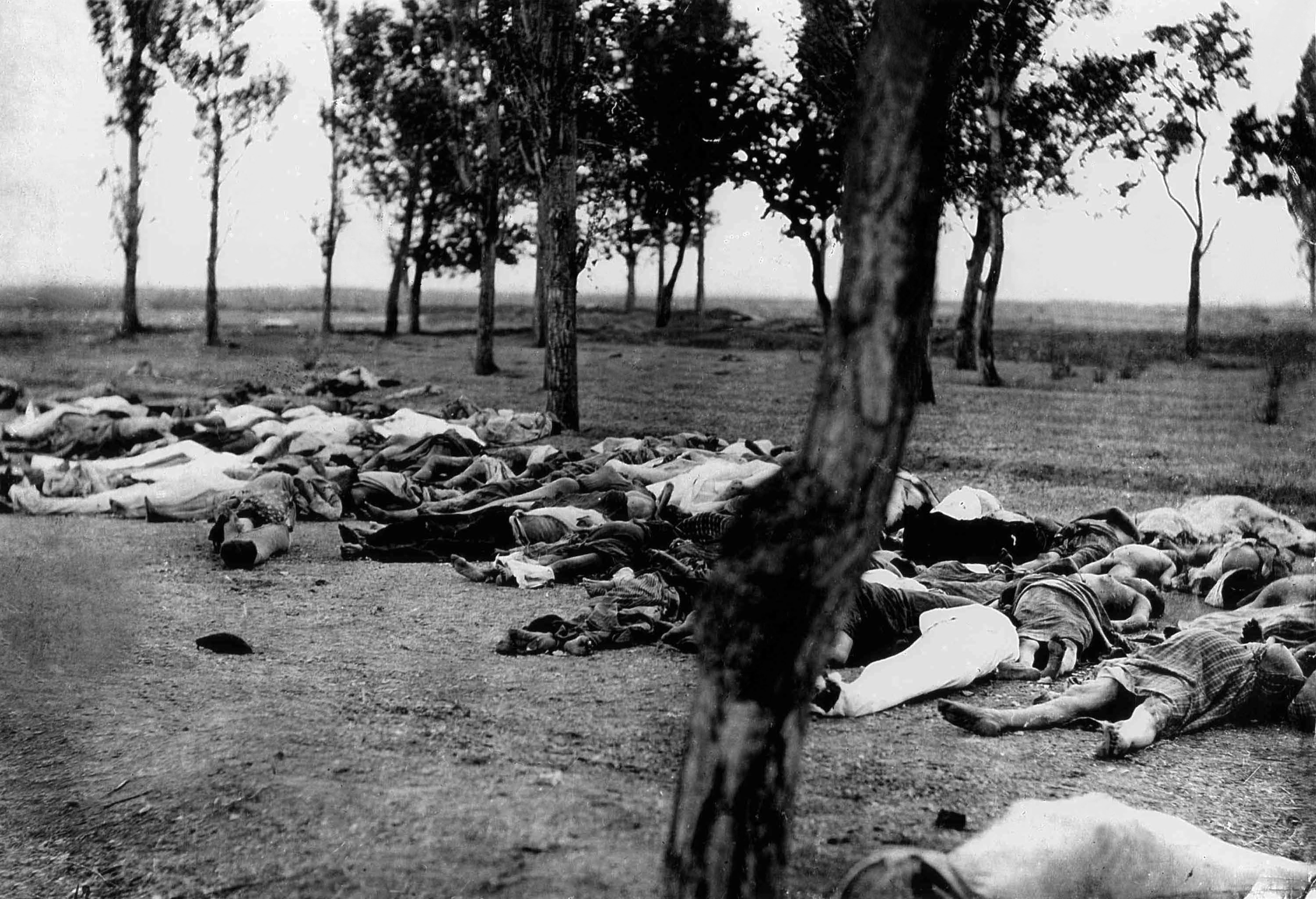
إبادة الأرمن

في ختام الحرب، أوصت لجنة دولية لجرائم الحرب بإنشاء محكمة لمحاكمة «انتهاكات قوانين الإنسانية» غير أن ممثل الولايات المتحدة اعترض على توصيات «قانون الإنسانية» باعتبارها غير دقيقة وغير متطورة بالقدر الكافي في ذلك الوقت ولم يتم اتخاذ هذا المفهوم.

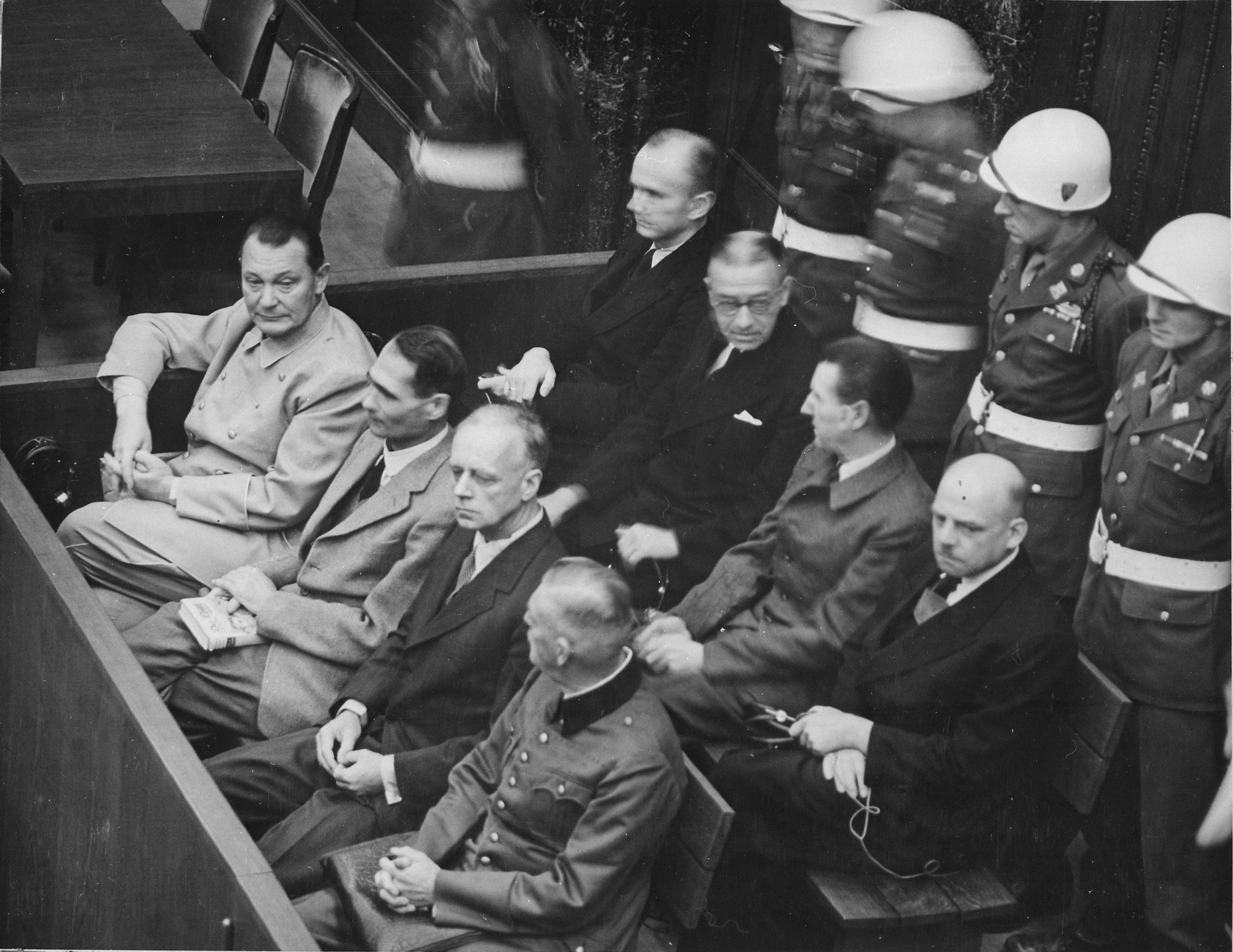
محاكمة نورمبرغ

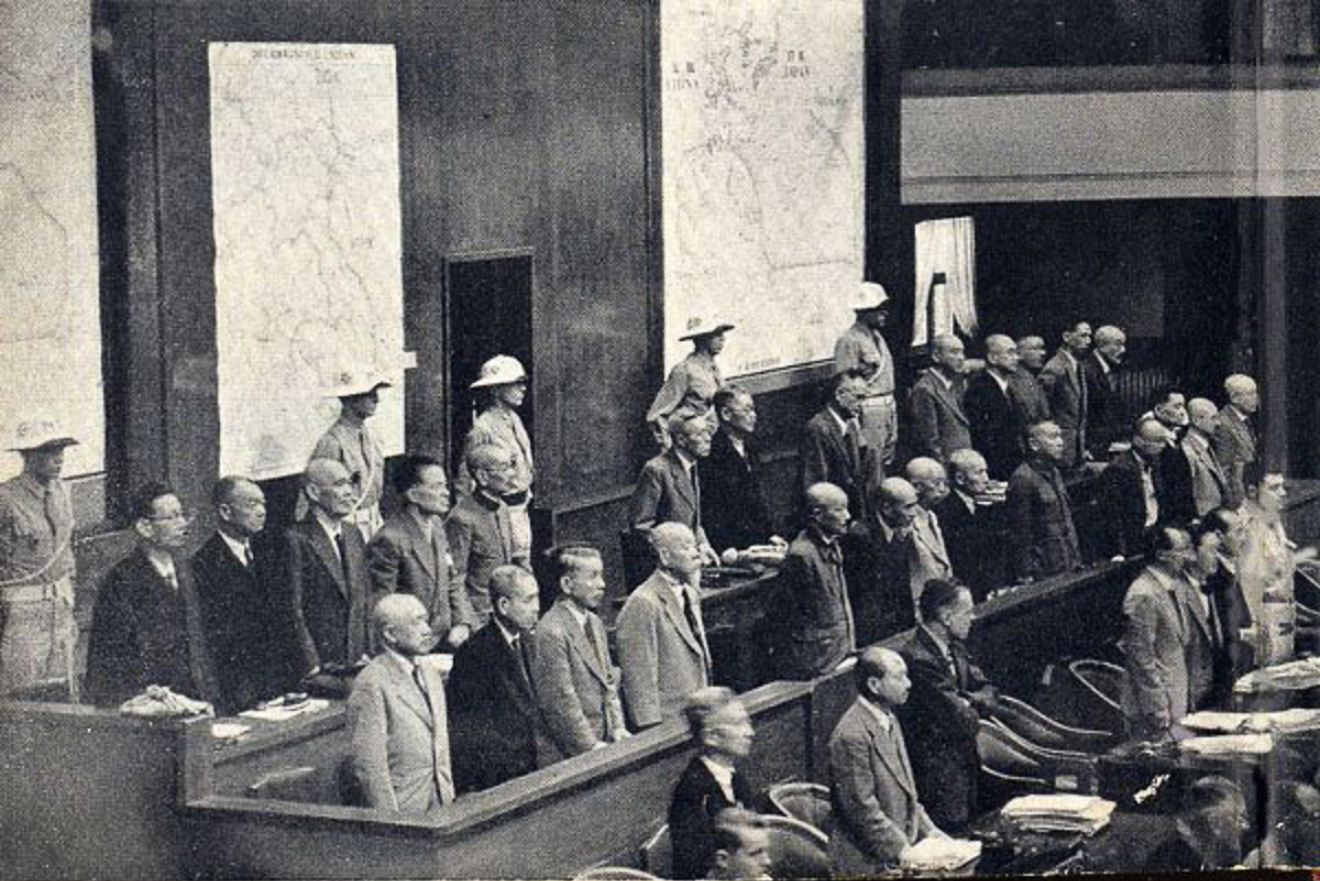
محاكمة طوكيو

مع ذلك، أشار تقرير للأمم المتحدة عام 1948 إلى استخدام مصطلح «الجرائم ضد الإنسانية» فيما يتعلق بالمذابح الأرمينية كما تقدم في ميثاقي نورمبورغ وطوكيو. قدم المجتمع الاقتصادي والمجتمعي تقريرًا يحتوي على 284 صفحة أُعدَّ من قبل لجنة الحرب التابعة للولايات المتحدة التي تأسست في لندن (تشرين الأول/ أكتوبر عام 1943) لجمع المعلومات والمقارنة بين جرائم الحرب ومجرميها. كان التقرير ممتثلًا لطلب الأمين العام للأمم المتحدة لوضع ترتيبات «لجمع ونشر المعلومات المتعلقة بحقوق الإنسان الناشئة من محاكم مجرمي الحرب والتسويات والخونة، لا سيما المحاكم في نورمبورغ وطوكيو.
أُعدَّ التقرير من قبل أعضاء من كادر اللجنة القانونية. كانت للتقرير أهمية بالغة فيما يتعلق بالإبادة الجماعية الأرمينية، ليس فقط لأنه يتضمن أحداث 1915 كمثال تاريخي، بل أيضًا كما تقدم في المادتين 6 (ج) و5 (ج) من ميثاق نورمبرغ وطوكيو. بالتالي فإنه بمثابة مقدمة لاتفاقية الأمم المتحدة الجماعية التي تبنتها حديثًا آنذاك والتي ميزت بين جرائم الحرب والجرائم ضد الإنسانية. من خلال الإشارة إلى المعلومات التي جُمعت خلال الحرب العالمية الأولى والتي قُدمت من قبل لجنة المسؤوليات عام 1919، استخدم التقرير المعنون المعلومات المتعلقة بحقوق الإنسان الناشئة عن محاكمات مجرمي الحرب القضية الأرمينية كمثال حي للجرائم التي ترتكبها دولة ضد مواطنيها. أشار التقرير أيضًا إلى أنه في حين لم تتضمن معاهدات باريس للسلام مع ألمانيا والنمسا وهنغاريا وبلغاريا أي توصية «لقوانين السلام» بل استندت إلى الاتهامات الموجهة إليها بانتهاك «قوانين السلام»، فإن معاهدة سيفر للسلام مع تركيا قد فعلت ذلك. بالإضافة إلى المواد 228-226، المتعلقة بطبيعة الحرب (المقابلة للمواد 230-228 لمعاهدة فرساي)، وتضمنت أيضًا معاهدة سيفر مادة 230 كمادة إضافية، من الواضح أنها تتفق مع الإنذار الموجه من قبل دول التحالف في الـ 24 من مايو عام 1915 بشأن ارتكاب جرائم ضد الإنسانية والحضارة.

## مواضيع ذات صلة
- محاكمات نورمبرغ
- المحكمة الجنائية الدولية
- جرائم الحرب
- الإبادة الجماعية
- لويس مورينو اوكامبو
- تطهير عرقي
- جرائم حرب أمريكية